# Селище (озеро)
Се́лище (бел. Се́лішча) — озеро в Ушачском районе Витебской области Белоруссии. Относится к бассейну реки Альзиница, протекающей через озеро.

## Физико-географическая характеристика
Озеро Селище располагается в 10 км к западу от городского посёлка Ушачи. На западном берегу находится деревня, также именуемая Селище. Высота водного зеркала над уровнем моря — 148,8 м.
Площадь поверхности водоёма составляет 0,52 км². Длина — 1,73 км, наибольшая ширина — 0,3 км. Длина береговой линии — 4,28 км. Наибольшая глубина — 14 м, средняя — 4,9 м. Объём воды в озере — 2,56 млн м³. Площадь водосбора — 76,8 км².
Котловина лощинного типа, вытянутая с юго-запада на северо-восток. Склоны преимущественно пологие, высотой 4—8 м, супесчаные. Северный и юго-западный склоны крутые, высотой 14—19 м. Восточные склоны покрыты лесом, западный и северный — поверху распаханные, понизу поросшие кустарником.
Береговая линия образует несколько заливов. Берега низкие (0,1—0,2 м высотой), песчаные. Западный и южный берега торфянистые, заболоченные.
Мелководье узкое. Глубины до 2 м занимают 16 % площади озера, до 5 м — 56 % площади. Дно до глубины 1—1,5 м песчаное, глубже илистое. Профундаль разрезают три впадины глубиной 7,7, 11,5 и 14 м. Возле южного берега присутствует остров площадью 0,2 га.

## Гидрология
Водная толща подвержена температурной стратификации. Минерализация воды достигает 285 мг/л, прозрачность — 2 м. Водоём подвержен эвтрофикации.
Через озеро Селище протекает река Альзиница. Участок её русла выше озера носит название Боярская. С южной стороны впадает ручей из озера Витаво.

## Флора и фауна
Зарастает 19 % площади озера. Прибрежная растительность формирует полосу шириной от 4 до 30 м. Надводная растительность распространяется до глубины 2,5 м, подводные макрофиты — до глубины 4,4 м.
В озере обитают лещ, щука, окунь, плотва, язь, уклейка, судак, линь и другие виды рыб, а также раки.